# 渤海國記
《渤海國記》，民國黃維翰撰，凡十六章，分上、中、下三篇，約七萬余言。該書記述自震國公乞乞仲象于唐武后万岁通天元年（公元696年）五月參與契丹起事反唐至遼天贊四年（公元926年）十二月渤海國君主大諲譔在位時為遼國所滅，共231年間事蹟。

## 撰修過程
該書為作者晚年所撰，初稿完成於1929年。然修訂尚未完成，作者已經離世，後由其友人鮑奉寬編輯成書。
書中「再建國」一章有目無文。按原章已寫就，後從黃氏之門生陳祗堂之言刪去，而「別系其事蹟於各篇下」，鮑奉寬輯書稿，仍存其目，並注明原委。據作者在該書自敘，有感於「東荒諸國」，「處僻陋有大國風，惟渤海耳」，乃撰《渤海國記》，「以示偏方霸國多歷年所，蓋亦有不拔之道云」。

## 評價
該書在徵引史料方面，已較唐晏《渤海國志》廣有增益，不唯中國史料，即如朝鮮史書、日本史書亦有徵引，用黃氏自己的話，就是「網羅群籍，旁及海外史」，故該書多有發明創見。如據日本史書得知康王大嵩璘乃文王大欽茂之孫，從《唐會要》得知有十四世王大瑋瑎，凡此種種。
另外，在「下篇」九章中首立「朝貢中國」、「交聘日本」、「比鄰新羅」三章，界定並廓清了渤海國與中原唐朝以及日本、新羅三者之間的關係，頗具見地。

## 缺陷
作者在徵引朝鮮、日本史料時，過多使用第二手資料，且不注重與原始資料相核對，所以導致了許多舛誤。
如稱大玄錫為「景王」、大諲譔為「哀王」，即取自朝鮮黃義敦《朝鮮歷史》所附之年表。其實，「渤海滅亡之年為新羅景哀王之三年,《東國史略》卷一云:『渤海至景哀王時，契丹攻滅之』。語欠分曉，故以景、哀二字分屬渤海之二王，非其實也」。

## 内容
1. 自敘
2. 上篇
3. 上篇
4. 下篇
5. 跋
6. 校錄